# 西蒙·德莱斯特
西蒙·德莱斯特（法語：Simon Delestre，1981年6月21日—），法国男子马术运动员，2015年欧洲马术锦标赛个人场地障碍赛铜牌得主、2024年夏季奥林匹克运动会团体场地障碍赛铜牌得主。